# Gabriel Colvin Wharton
Gabriel Colvin Wharton (23 juillet 1824 - 12 mai 1906) est un ingénieur en génie civil américain, et soldat qui sert comme général dans l'armée confédérée pendant la guerre de Sécession. Après la guerre, il est un homme politique et, plus tard, il reprend son travail d'ingénieur.

## Avant la guerre
Wharton naît dans le comté du Culpeper, en Virginie, à l'été 1824. Il entre à l'institut militaire de Virginie à Lexington le 1 septembre 1845. Wharton est diplômé le 5 juillet 1847, en terminant deuxième sur 12 cadets en tant que « diplômé félicité ».
Après avoir quitté la VMI, il devient alors ingénieur civil. Plus tard, Wharton part pour le territoire de l'Arizona et est engagé comme ingénieur des mines.

## Guerre de Sécession
Au début de la guerre de Sécession, en 1861, Wharton choisit de suivre son État de Virginie et la Confédération esclavagiste, et entre dans l'armée confédérée. Il est nommé commandant dans le 45th Virginia Infantry le 1er juillet, et peu de temps après, reçoit le commandement du 51st Virginia Infantry le 17 juillet, avec le grade de colonel.

Bataille de New Market en 1864

Le 51st Virginia fait partie des opérations du major général John B. Floyd dans l'ouest de la Virginie, et s'échappe avec Floyd le 14 février 1862, lors de la bataille de Fort Donelson. Wharton est ensuite envoyé sur le théâtre occidental, et commande plusieurs brigades dans divers départements confédérés de février à septembre 1864. Pendant ce temps, Wharton est promu brigadier général, en vigueur au 8 juillet 1863.
Également au cours de 1863, il épouse Nannie Radford, et ils ont un enfant ensemble, un fils du nom de William. Au cours de l'hiver 1863, Wharton sert pendant les opérations du lieutenant général James Longstreet contre Knoxville, dans le Tennessee, qui finalement échouent et se terminent au printemps de 1864.
Wharton retourne ensuite sur le théâtre oriental et reçoit un commandement divisionnaire dans le deuxième corps d'armée de l'armée de Virginie du Nord. Wharton prend également part à la bataille de New Market, le 15 mai. Sa brigade fait partie de la force du major général John C. Breckinridge, combattant sur la gauche pendant la victoire confédérée de New Market.

Bataille de Waynesboro en 1865

En 1864 Wharton participe à la campagne de l'Overland, combattant dans la division de Breckinridge au cours de la victoire confédérée à la bataille de Cold Harbor du 31 mai - 12 juin. Sa brigade participe également à la bataille de Monocacy le 9 juillet. Wharton fait partie des opérations du lieutenant général Jubal Early lors des campagnes de la vallée, et il participe à la défaite confédérée de la bataille de Cedar Creek, le 19 octobre. Il combat également lors de la bataille de Waynesboro, Virginie le 2 mars 1865, à la fin de son commandement qui est largement dispersé et que l'armée d'Early est pratiquement détruite. Wharton mène ce qui reste de sa division jusqu'au 2 mai. Il est libéré sur parole à la fin de la guerre à Lynchburg, en Virginie, le 4 juin.

## Après la guerre

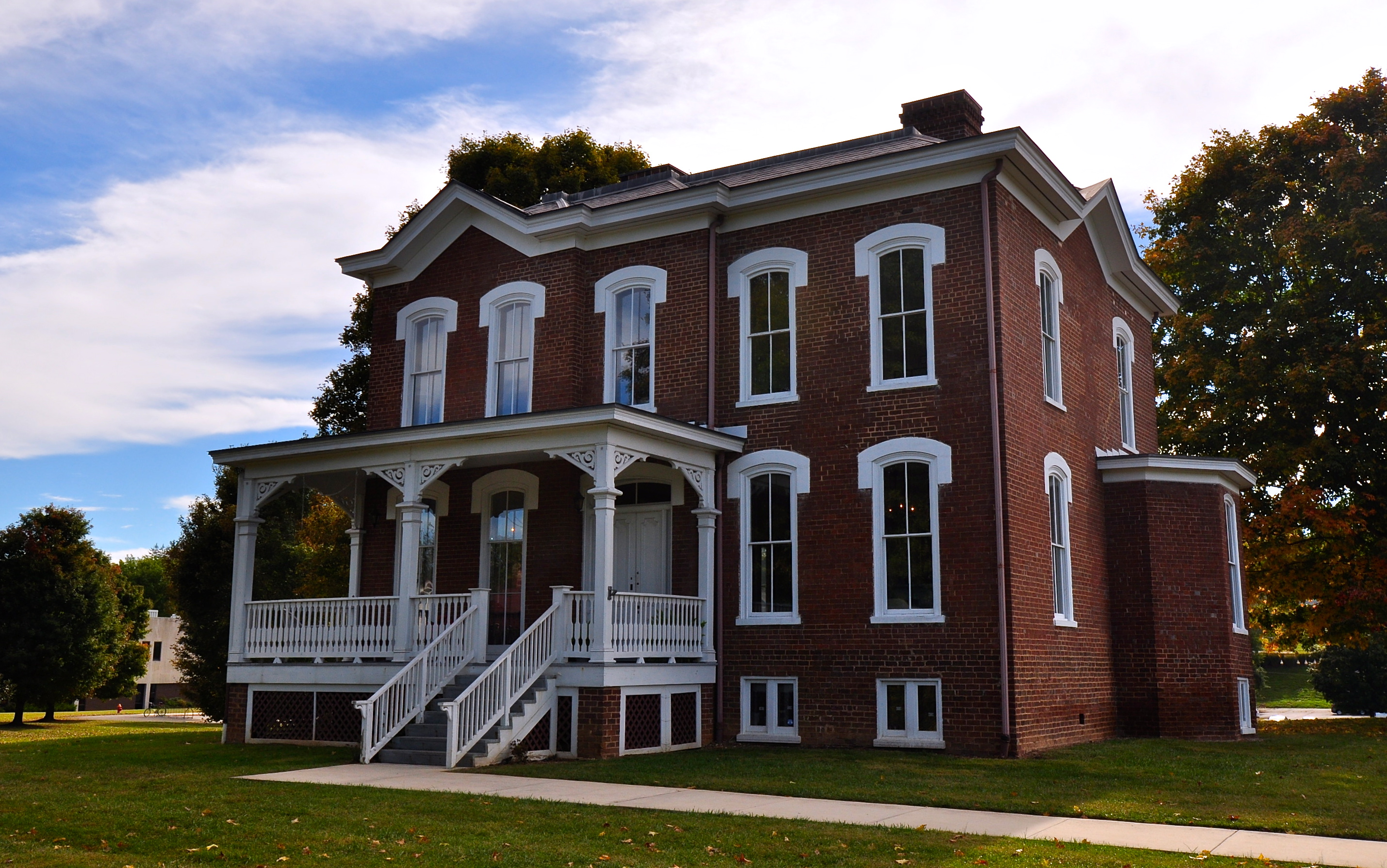
Glencoe, maison de Wharton après la guerre

Wharton devient législateur dans l'assemblée générale de Virginie et retourne ensuite à sa carrière d'avant guerre comme ingénieur des mines. Il contribue également à la construction du chemin de fer dans le sud-ouest de la Virginie dans la New River Valley.
Wharton épouse Nannie Radford, fille de John B. Radford, dont la ville de Radford, Virginie, est nommé en son honneur. Wharton joue également un rôle dans la construction du chemin de fer de New River, Mining and Manufacturing Company.
Wharton meurt au printemps de 1906 à Radford, Virginie, à l'âge de 81 ans, et est enterré dans le cimetière familial de Radford situé à Radford. Il réside à Glencoe en Radford, inscrit dans le Registre national des lieux historiques en 2000.